# 赛门樱蛤
赛门樱蛤（学名：Cadella semen），是帘蛤目樱蛤科楔樱蛤属的一种。主要分布于台湾，常栖息在浅海沙底。